# The Mix
The Mix es un álbum de remezclas del grupo de música electrónica alemán Kraftwerk. Fue lanzado el 11 de junio de 1991 a través de su sello discográfico Kling Klang, en Estados Unidos fue lanzado por Elektra Records y en el resto de Europa por EMI. Contiene nuevas remezclas y nuevos arreglos de canciones conocidas de la agrupación de sus álbumes anteriores; desde Autobahn (1974) hasta Electric Café (1986). Ralf Hütter mencionó en varias entrevistas que este álbum es un concepto de un disco en vivo, ya que capturó los resultados de las continuas improvisaciones digitales de la banda en su estudio. La banda había regresado al escenario en 1990, después de un paréntesis de nueve años de gira, y desde entonces la lista de canciones en vivo de la banda ha utilizado arreglos extraídos de "The Mix" en lugar de las grabaciones originales.

## Producción
Las razones por las cuales se realizó este álbum fueron:
1. El grupo no quería lanzar un típico álbum de grandes éxitos.
2. En ese momento, la banda estaba en el proceso de reconfigurar su estudio Kling Klang adquiriendo nuevas tecnologías de grabación digital y dejando atrás las antiguas tecnologías de grabación análogica; integrando la tecnología MIDI en su futuras producciones y creando archivos de sonido a partir de sus cintas maestras originales que se almacenaron en las computadoras. Esto resultó ser una tarea continua, ya que constantemente se pusieron a disposición de nuevas actualizaciones y de equipos en los años posteriores al proyecto del álbum.
3. A pesar de que no había material original nuevo o giras en vivo fuera de Europa, Ralf Hütter no quería que Kraftwerk pareciera difunto al público.

La portada del álbum fue algo obtusa para su publicación. La producción se acredita a Ralf Hütter, Florian Schneider y Fritz Hilpert, el último de los cuales había reemplazado al percusionista y escenógrafo Wolfgang Flür después de que el dejara el grupo en 1987. Karl Bartos también dejó la banda en 1991 y fue reemplazado por Fernando Abrantes. Bartos afirmó en entrevistas posteriores que gran parte de su trabajo de programación todavía aparecía en esta producción, trabajo que aparece sin acreditar.

## Recepción
El álbum recibió críticas mixtas cuando fue lanzado. Muchos estaban decepcionados por la falta de nuevas composiciones y, además, los valores de producción de las pistas regrabadas no le parecieron particularmente innovadores, algo por lo que Kraftwerk había sido reconocido anteriormente. The Mix fue creado completamente digitalmente, aunque durante un período en que la tecnología aún no había alcanzado su madurez, y por lo tanto presentaba un sonido que muchos oyentes tienden a encontrar algo "estéril" en comparación con la electrónica analógica empleada en la mayoría de las grabaciones anteriores de Kraftwerk. Sin embargo, The Mix quedó en primer lugar en la encuesta de fin de año de la revista británica  The Wire, siendo la primera vez que la revista, conocida anteriormente por su enfoque en jazz, abrió una categoría de todos los géneros.

## Relanzamiento
EMI Records, Mute Records y Astralwerks Records lanzaron una nueva edición del álbum en CD, descarga digital y en LP en octubre-noviembre de 2009. Debido a las restricciones de licencia impuestas por Warner Music Group, esta versión solo se ha puesto a disposición en los EE. UU. y Canadá como parte del boxset The Catalogue.

## Lista de Canciones
| N.º   | Título                                                                                                  | Escritor(es)                                | Duración |  |
| 1.    | «Die Roboter/The Robots» (de Die Mensch-Maschine, 1978)                                                 | Ralf Hütter, Florian Schneider, Karl Bartos | 8:56     |  |
| 2.    | «Computerliebe/Computer Love» (de Computerwelt, 1981)                                                   | Ralf Hütter, Karl Bartos, Emil Schult       | 6:35     |  |
| 3.    | «Taschenrechner/Pocket Calculator» (de Computerwelt, 1981)                                              | Ralf Hütter, Florian Schneider, Karl Bartos | 4:32     |  |
| 4.    | «Dentaku» (Versión japonesa de Taschenrechner)                                                          | Ralf Hütter, Florian Schneider, Karl Bartos | 3:27     |  |
| 5.    | «Autobahn» (de Autobahn, 1974)                                                                          | Ralf Hütter, Florian Schneider, Emil Schult | 9:28     |  |
| 6.    | «Radioaktivität/Radioactivity» (de Radio-Aktivität, 1975)                                               | Ralf Hütter, Florian Schneider, Emil Schult | 4:13     |  |
| 7.    | «Trans-Europa Express/Trans-Europe Express» (de Trans Europa Express, 1977)                             | Ralf Hütter, Florian Schneider, Emil Schult | 3:20     |  |
| 8.    | «Abzug» (de Trans Europa Express, 1977)                                                                 | Ralf Hütter                                 | 2:18     |  |
| 9.    | «Metall auf Metall/Metal on Metal» (de Trans Europa Express, 1977)                                      | Ralf Hütter, Karl Bartos                    | 3:06     |  |
| 10.   | «Heimcomputer/Home Computer» (de Computerwelt, 1981. Contiene elementos de "It's More Fun to Compute".) | Ralf Hütter, Florian Schneider              | 8:02     |  |
| 11.   | «Music Non Stop» (de Electric Café, 1986. Contiene elementos de "Boing Boom Tschak".)                   | Ralf Hütter, Florian Schneider, Karl Bartos | 6:38     |  |
| 65:15 | |                                             |          |  |

## Personal
El álbum original de 1991 acredita a través de "Music Data Mix" a Hütter, Schneider y Hilpert. El álbum de relanzamiento de 2009 menciona más detalladamente a Hütter y Schneider. Fernando Abrantes aparece como el cuarto integrante en las fotografías interiores del álbum, incluso aparece su muñeco robot en el video promocional de "Die Roboter (versión de 1991)" y en fotos de prensa sobre el lanzamiento del álbum.
- Ralf Hütter – concepto artístico, mezcla, vocales, vocoder, sintetizadores.
- Florian Schneider – concepto artístico, mezcla, vocoder, síntesis de voz
- Fritz Hilpert – mezcla (percusión electrónica)
- Fernando Abrantes - percusión electrónica[13]

## Charts
| Chart (1991)                    | Posición más alta |
| ------------------------------- | ----------------- |
| Austria (Ö3 Austria)            | 12                |
| Países Bajos (Album Top 100)    | 83                |
| Alemania (Media Control Charts) | 7                 |
| Suecia (Sverigetopplistan)      | 20                |
| Suiza (Schweizer Hitparade)     | 27                |
| Reino Unido (UK Albums Chart)   | 15                |